# Бібліотека «Солом’янська»
Бібліотека «Солом'янська» (до 2016 року Бібліотека імені Валерія Чкалова) — найстаріша громадська бібліотека Солом'янського району м. Києва.

## Опис
Площа приміщення бібліотеки — 243,7 м², має два структурних підрозділи: абонемент та читальний зал. Обслуговує близько 2600 користувачів. Бібліотечний фонд станом на 1.01.2024р. - 18137 примірників. Кількість відвідувань бібліотеки протягом року 17300 (документовидача 46805).

## Історія
У першій чверті XX сторіччя на весь Київський залізничний вузол була тільки одна бібліотека. 1910 року на старій Солом'янці, де проживало 25 тис. чоловік і не було ніякого благоустрою, влада виділила невелике приміщення під читальню. У кінці 20-х років у бібліотеці організовано пункт по ліквідації неписьменності. Працівники бібліотеки розносили книги по хатах, в залізничні майстерні. В бібліотеці відбувалися колективні читання. 
Бібліотека найстаріша в Солом'янському районі міста Києва. Історія її створення сягає позаминулого століття, коли купець Олександр Пустинський придбав на Солом’янці, поблизу майбутньої Покровської церкви (зведена у 1895-1897) 5 десятин землі і побудував 1894 року великий будинок. 
З 1910 року садибою володів зять Пустинського, Михайло Стрекалов, а з 1911 – його дружина Лідія, донька Олександра Пустинського. Тож ця місцевість здобула назву тодішнього власника будинку – Стрекаловка. Родина Пустинських-Стрекалових мала чудову бібліотеку, якою в 1910-1914 роках користувався відомий письменник Степан Васильченко (тоді він винаймав житло у  будинку). Лідія Гридіна (дочка Михайла Стрекалова) на потреби району подарувала під бібліотеку 4 кімнати у власному будинку загальною площею 115 м². У іншій половині продовжувала жити родина. В 1936 році бібліотека відкрила свої двері. В 1937 році бібліотеці присвоєно ім’я льотчика Валерія Павловича Чкалова. У будинку Стрекалових бібліотека працювала до 70-х років ХХ століття, поки сам будинок не було знесено. У фонді бібліотеки і досі є багато книжок, що мають штамп із такою адресою - вулиця Островського, 22.
У 30-ті роки при бібліотеці існували передові читацькі бригади. Працівники бібліотеки брали участь у міському конкурсі на найкраще обслуговування читачів. В архівах є відомості про найкращого читача Залізничного району м. Києва. Ним став комірник Бєлов І., який за рік прочитав 32 книги.
Під час радянсько-німецької війни 1941-1945 років бібліотека не працювала, за приміщеннями наглядала Лідія Грідіна, а найцінніші видання з бібліотеки забрала на зберігання матушка Покровської церкви на Солом'янці Марія Доброгорська.
Після війни бібліотека знову розпочала свою роботу. У 1946 році на бібліотеку було складено Реєстраційну картку, видану Комітетом у справах культурно-освітніх установ при Раді Міністрів УРСР. В ній, зокрема, зазначено, що в той час при бібліотеці окремо діяла читальня на 20 місць, а фонд без газет та журналів становив 20914 примірників.
У 60-х роках мешканців будинку Стрекалових було розселено в нові квартири в щойно збудованих багатоповерхівках, а сам будинок згодом знесено. З 1 січня 1964 року бібліотека орендує нежитлове приміщення на Повітрофлотському проспекті, 8/20 площею 82 м².
1970 року споруджено 9-поверховий будинок на вулиці Кавказькій, 7. На першому поверсі будинку відтоді діє бібліотека. 
Рішенням Київської міської ради №336/1340 від 10 листопада 2016 року бібліотеку перейменовано з «Бібліотеки для дорослих ім. Валерія Чкалова» в «Бібліотеку для дорослих «Солом'янська»» в рамках кампанії декомунізації, спричиненої російсько-українською війною.
Оскільки у основі бібліотеки – приватна книгозбірня, то у фондах збереглися книги, видані до 1941 року. Є книги кінця 19-початку 20 століття. Можна припустити, що частина з тих книг походить іще з приватної книгозбірні родини Стрекалових. Ці книги є справжніми бібліотечними раритетами і становлять особливу цінність.

## Галерея

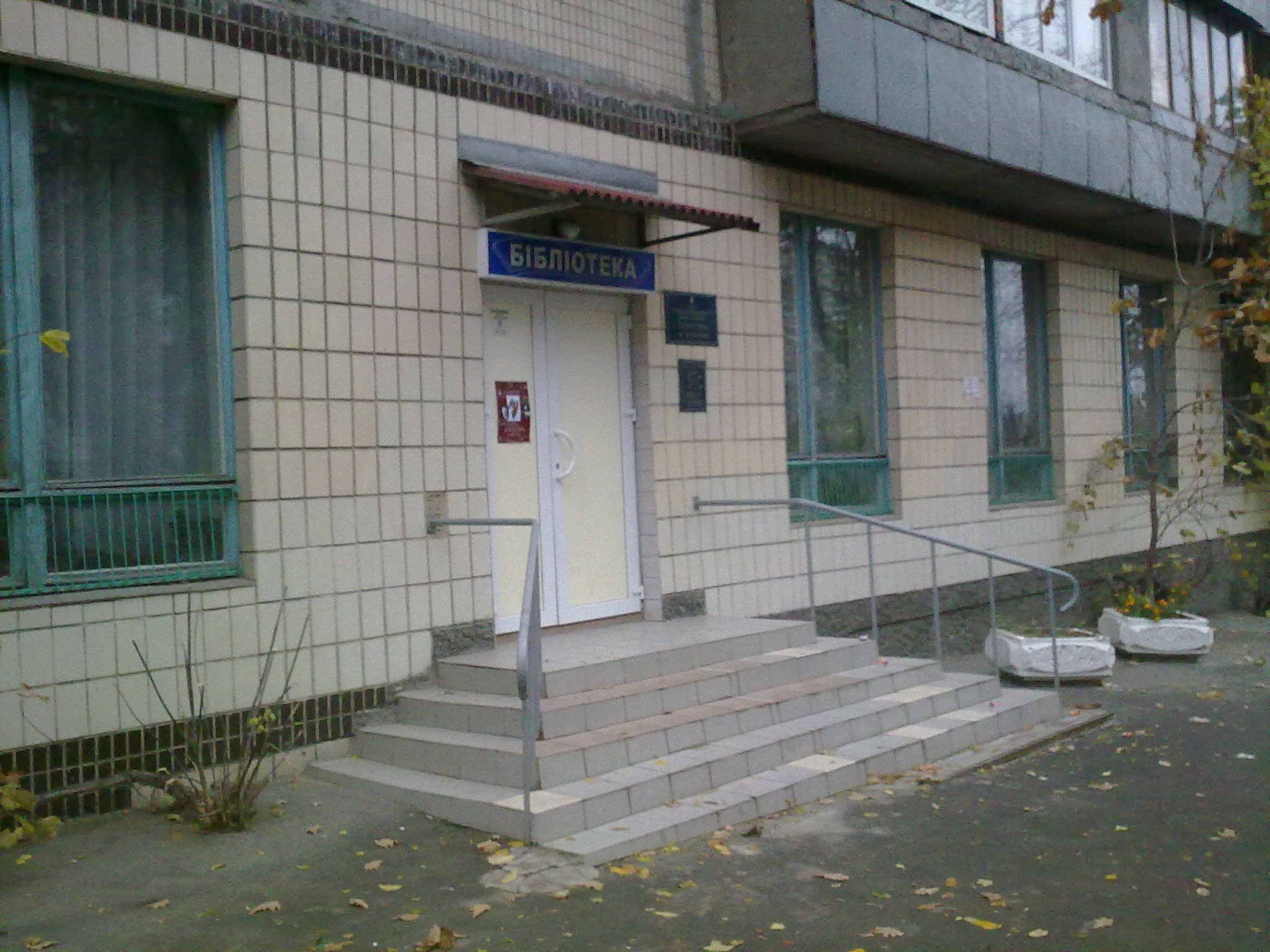
Вхід до бібліотеки
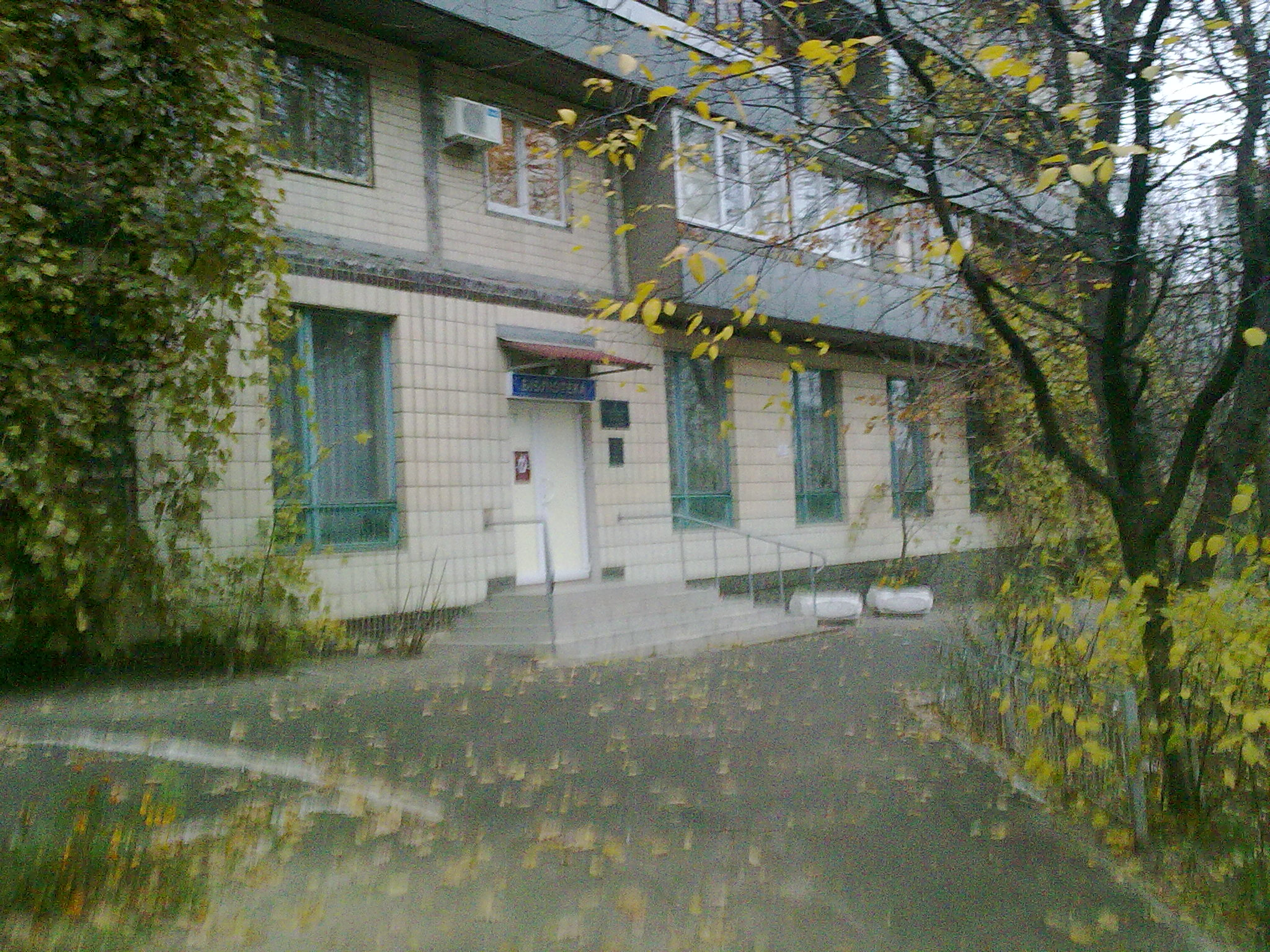
Подвір'я бібліотеки